# ホワイト・ベアーホテルズ
株式会社ホワイト・ベアーホテルズ（英: White Bear Hotels Co., Ltd.）は、大阪府大阪市北区に本社を置くホテル運営、再生、コンサルティング事業会社である。

## 概要
前身である株式会社ホワイトベアファミリーによるホテル旅館運営事業は、2021年3月1日に設立したWBFホテルマネジメント株式会社へ会社分割により譲渡され、WBFホテルマネジメント全株式は星野リゾートへ譲渡された。  
その後ホワイト・ベアーファミリーは、旅行業に専念しながら再建を図り、2021年8月1日にWBFホールディングスを吸収合併。同年10月29日に大阪地方裁判所から民事再生手続終結決定を受けた。 
2021年3月5日にパームガーデン舞洲のみ、大阪舞洲ホテルマネジメント株式会社として、ホテル運営事業会社設立。
2022年3月4日、本社を大阪府大阪市浪速区に移転。 
同年12月1日、星野リゾートより、パームガーデン舞洲を運営している大阪舞洲ホテルマネジメント株式会社の全株式の譲渡を受け、ホワイトベアーファミリーがホテル事業を再開。正式にホワイトベアーファミリーのグループ会社となる。
本社を大阪府大阪市北区に移転。  
2024年5月7日、同社名を株式会社ホワイト・ベアーホテルズに変更。 
同年5月ジャパネスク京都駅 ZEQUU/COTONEをオープン。 

## 運営する施設
- パームガーデン舞洲
- ジャパネスク京都駅 ZEQUU
- ジャパネスク京都駅 COTONE
- ジャパネスク京都駅 ZEQUU ANX
- THE GARA HOTEL中津（2024年オープン予定）